# فهرس مسييه

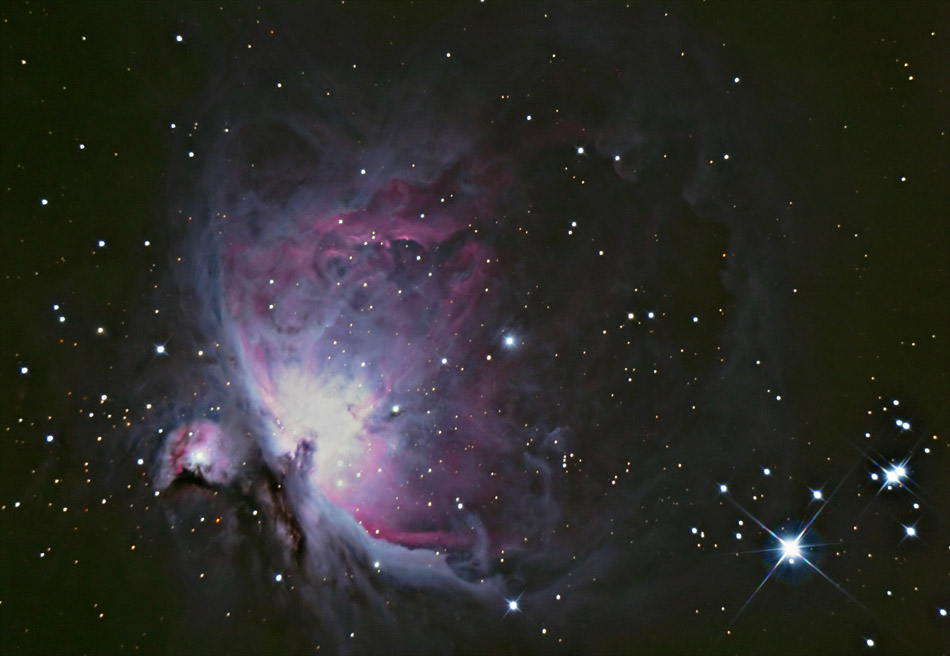
مسييه 42 أو سديم الجبار K واحد من أجرام ميسييه سهلة الرؤية. حصل على هذه الصورة بواسطة مقراب نيوتوني 250 ملم و 1200 ملم فتحة الاتصال.

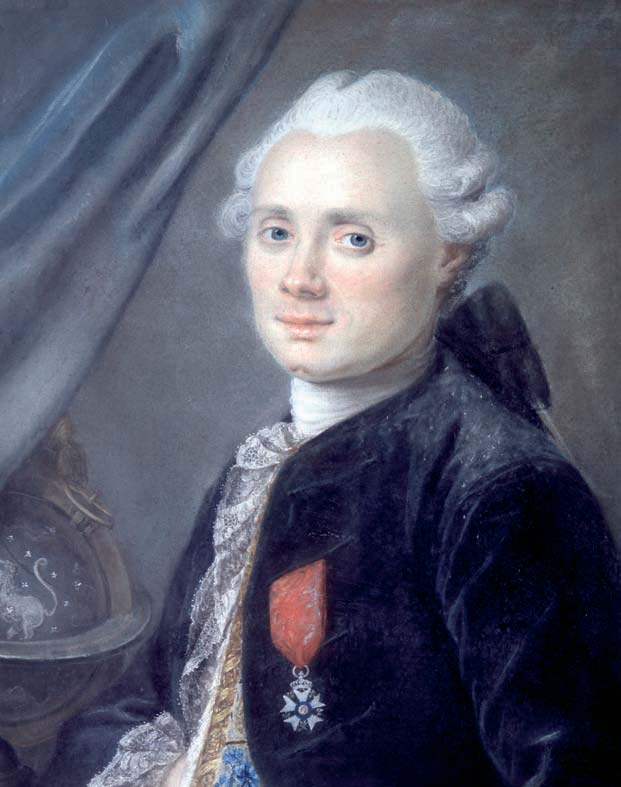
شارل مسييه

فهرس مسييه (بالإنجليزية: The Messier Catalog)‏ هو فهرس فلكي يضم 110 جرمًا فلكيًا، أعده الفلكي الفرنسي شارل مسييه ونشره سنة 1774.

## تاريخ
بدأ مسييه بإعداد القائمة مع بداية النصف الثاني من القرن الثامن عشر وانتهى منها عام 1784م. ويحتوي مصنفه المسمى قائمة السدم وعناقيد النجوم على 103 أجسام غير نجمية ومجرات وسُدُم (غيوم من الغبار والغاز) وعناقيد نجوم. وقد اكتشف مسييه معظم هذه الأجرام السماوية بنفسه.
لم يكن مسييه عازمًا في الأصل على إعداد القائمة. فقد كان مختصًا في تعقب المذنبات . وفيما كان يبحث عن هذه المذنبات رأى أجسامًا ضبابية لم تغير موقعها. واستنتج أن هذه الأجسام النجمية ليست مذنبات. وقد سجل موقعها في السماء حتى لا يشتبه فلكيون آخرون بها ويدونونها كمذنبات.